# Kościół Wniebowzięcia Najświętszej Maryi Panny w Pałukach
Kościół Wniebowzięcia Najświętszej Maryi Panny w Pałukach – rzymskokatolicki kościół parafialny należący do parafii św. Gotarda w Pałukach (dekanat ciechanowski wschodni diecezji płockiej).

## Historia
Obecny, murowany, neogotycki, orientowany kościół zaprojektowany przez Józefa Iżyckiego i Michała Jakuba Miklaszewskiego, został zbudowany w latach 1842-1843 przez księdza Franciszka Ksawerego Nałęcza i ufundowany przez generała Wincentego Krasińskiego i z ofiar parafian. Został konsekrowany w dniu 17 sierpnia 1845 roku przez biskupa sufragana włocławskiego Tadeusza Łubieńskiego. 
W głównym neogotyckim ołtarzu z 1883 roku jest umieszczony obraz Matki Bożej Pocieszenia z XVII stulecia, rzekoma kopia ołtarza z kościoła w Norymberdze. Na zasuwie znajduje się obraz św. Gotarda, wykonany przez Antoniego Kolasińskiego w 1883 roku. W nastawach ołtarzy bocznych usytuowane są obrazy – po lewej: Serca Jezusowego, wykonany w 1889 roku przez Wojciecha Gersona i Matki Bożej Różańcowej namalowany przez Szymona Buchbindera w 1892 roku, w ołtarzu prawym: obraz Matki Boskiej Anielskiej, kopia z XVIII wieku według Murilla. Ambona i chrzcielnica z herbem Krasińskich pochodzą z połowy XIX wieku. Organy wykonane przez Mateusza Melczarskiego z Łowicza i ufundowane przez hrabiego Krasińskiego zostały umieszczone w kościele po konsekracji, ale przed 1850 roku, obecnie posiadają dwanaście głosów. W 1957 i 1959 roku ksiądz Tymoteusz Zalewski ufundował dwa nowe ołtarze boczne. Na początku XXI stulecia, w czasie urzędowania proboszczów parafii księdza Józefa Bolesława Pokorskiego i księdza Wacława Michalskiego, wykonano wiele prac renowacyjnych w świątyni; ufundowane zostały nowe witraże, zakonserwowano i ozłocono ołtarz główny, dwa ołtarze boczne, dwa konfesjonały, ambonę i chrzcielnicę; wyremontowane zostały: zakrystia, kapitularz, wieża i organy. W kościele zostało zainstalowano nowe, energooszczędne oświetlenie. W 2020 roku została odnowiona i pomalowana elewacja świątyni.